# Sjors de Bruijn
Sjors de Bruijn (Oss, 19 januari 1987) is een Nederlandse voetballer die dienstdoet als keeper.
De Bruijn maakte op 30 oktober 2004 zijn debuut in het betaald voetbal, toen hij het met TOP Oss opnam tegen Helmond Sport. Bij TOP Oss was hij reservekeeper, maar na vijf seizoenen besloot hij te stoppen in het betaald voetbal en zich te gaan concentreren op een maatschappelijke carrière. De Bruijn sloot zich daarop aan bij OJC Rosmalen, dat hij in juli 2010 verruilde voor Quick 1888. Van beroep is hij docent lichamelijke opvoeding.

## Carrière
| Seizoen | Club    | Wedstrijden | Doelpunten | Competitie     |
| ------- | ------- | ----------- | ---------- | -------------- |
| 2004/05 | TOP Oss | 1           | 0          | Eerste divisie |
| 2005/06 | TOP Oss | 1           | 0          | Eerste divisie |
| 2006/07 | TOP Oss | 0           | 0          | Eerste divisie |
| 2007/08 | TOP Oss | 1           | 0          | Eerste divisie |
| 2008/09 | TOP Oss | 2           | 0          | Eerste divisie |
| Totaal  |         | 5           | 0          |                |